# Моро, Луи-Габриэль Старший
Луи-Габриэль Моро́ (фр. Louis-Gabriel Moreau, 1740, Париж — 12 октября 1806, Париж) — французский живописец, рисовальщик и гравёр, пейзажист.
Луи-Габриэля Моро часто называют «Моро-старший» («Moreau l’Aîné»), дабы отличать от младшего брата, рисовальщика и гравёра стиля рококо, мастера французской книжной иллюстрации XVIII века, Жан-Мишеля Моро, или «Моро-младшего» (Moreau le Jeune).
Моро был учеником «живописца античных руин» Пьера-Антуана Демаши. Как и Демаши, Моро стал писать архитектурные ведуты и картины сельской местности в Париже и его окрестностях. Работал в основном акварелью и гуашью. Он не приобрёл большой известности при жизни, хотя его картины имеются в Лувре, в музеях Шартра, Компьеня, Безансона и Нанта. Он умел передавать настроение пейзажа и атмосферную дымку, похожую на «сфумато», как это делал до него А.-Ф. Депорт, а позднее Камиль Коро и художники барбизонской школы и импрессионисты.
Впервые работы Моро были выставлены в 1760 году на «Выставке молодёжи» (Exposition de la Jeunesse) в Париже. Он был принят в Академию Святого Луки, но не смог поступить в Королевскую академию живописи и скульптуры в 1787 и в 1788 году, возможно, потому, что академия не давала предпочтения пейзажам. Луи-Габриэль Моро работал художником для графа Артуа, поэтому несколько лет жил в Лувре, который в то время претерпевал длительный переход к статусу общественного музея. Работая в Луврском дворце, Моро продолжал создавать романтизированные изображения руин вплоть до начала революции. В 1793 году Лувр официально был превращён в общедоступный музей и Моро продолжал там работать, занимаясь реставрацией картин.

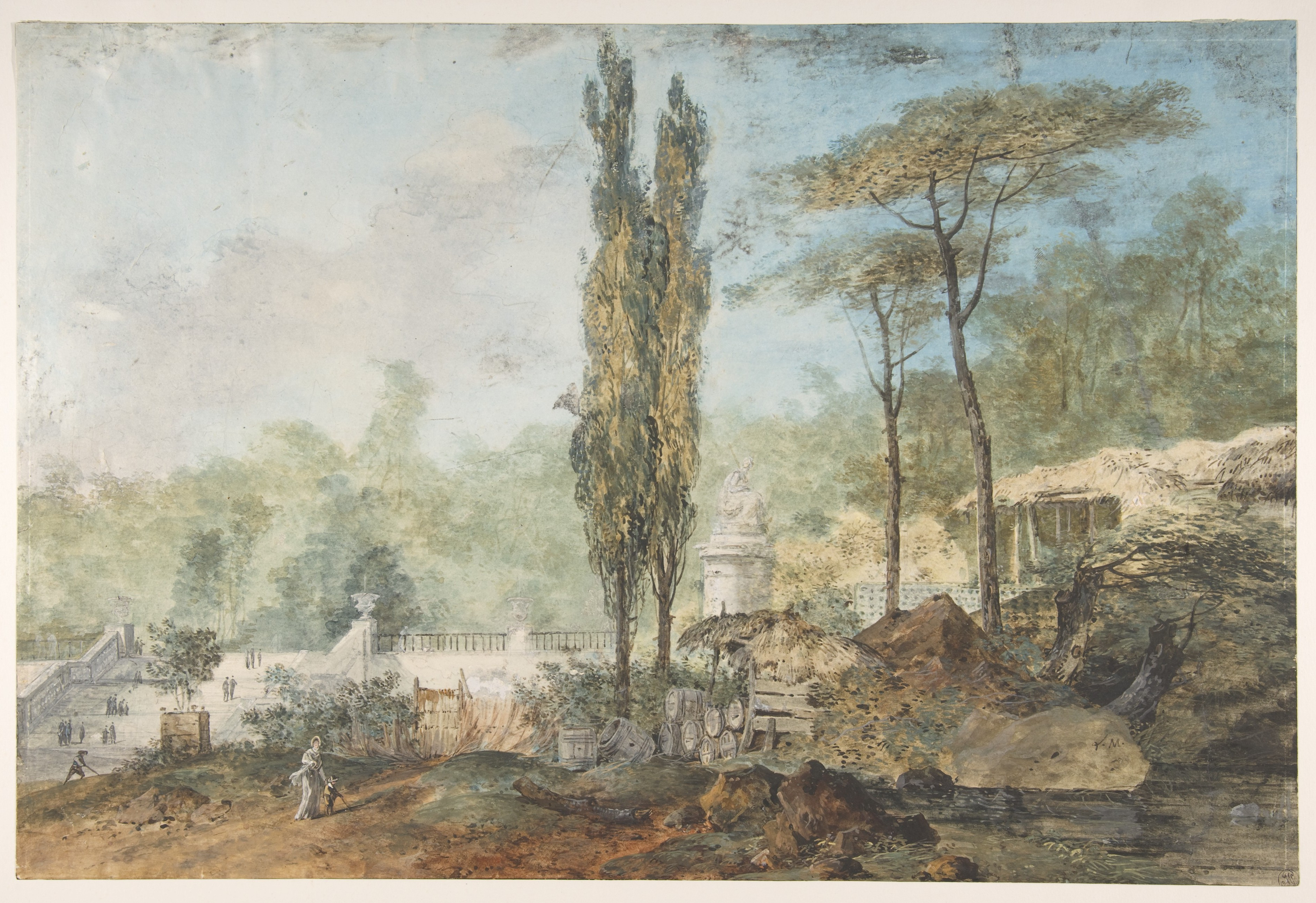
Вид парка. Карандаш, акварель, гуашь
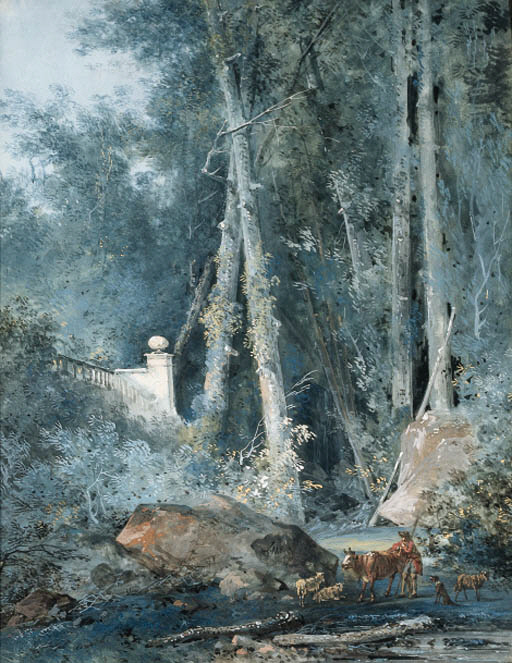
Стены сада на опушке леса с фермерским мальчиком и животными на переднем плане. Акварель
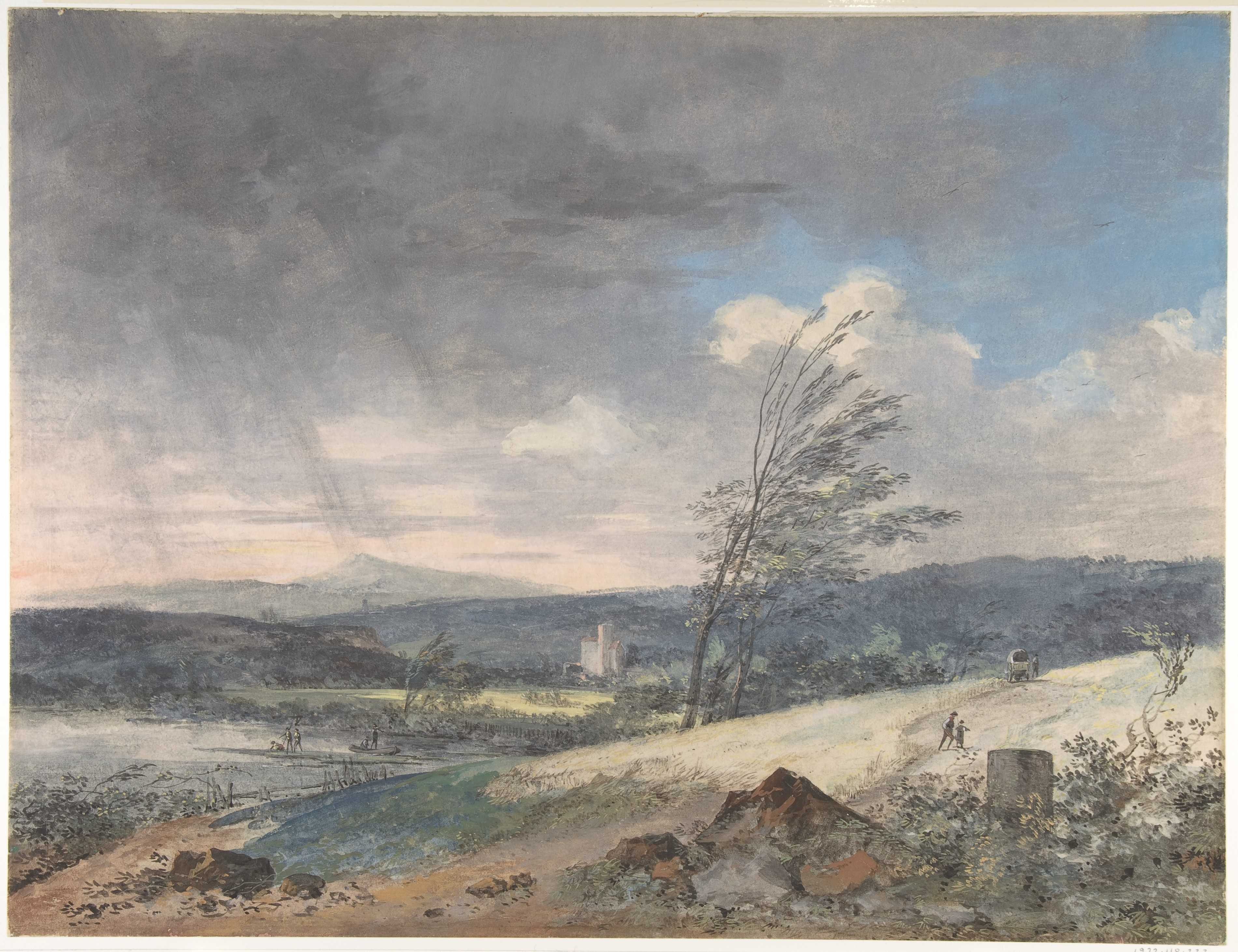
Ветреный пейзаж. Акварель, гуашь
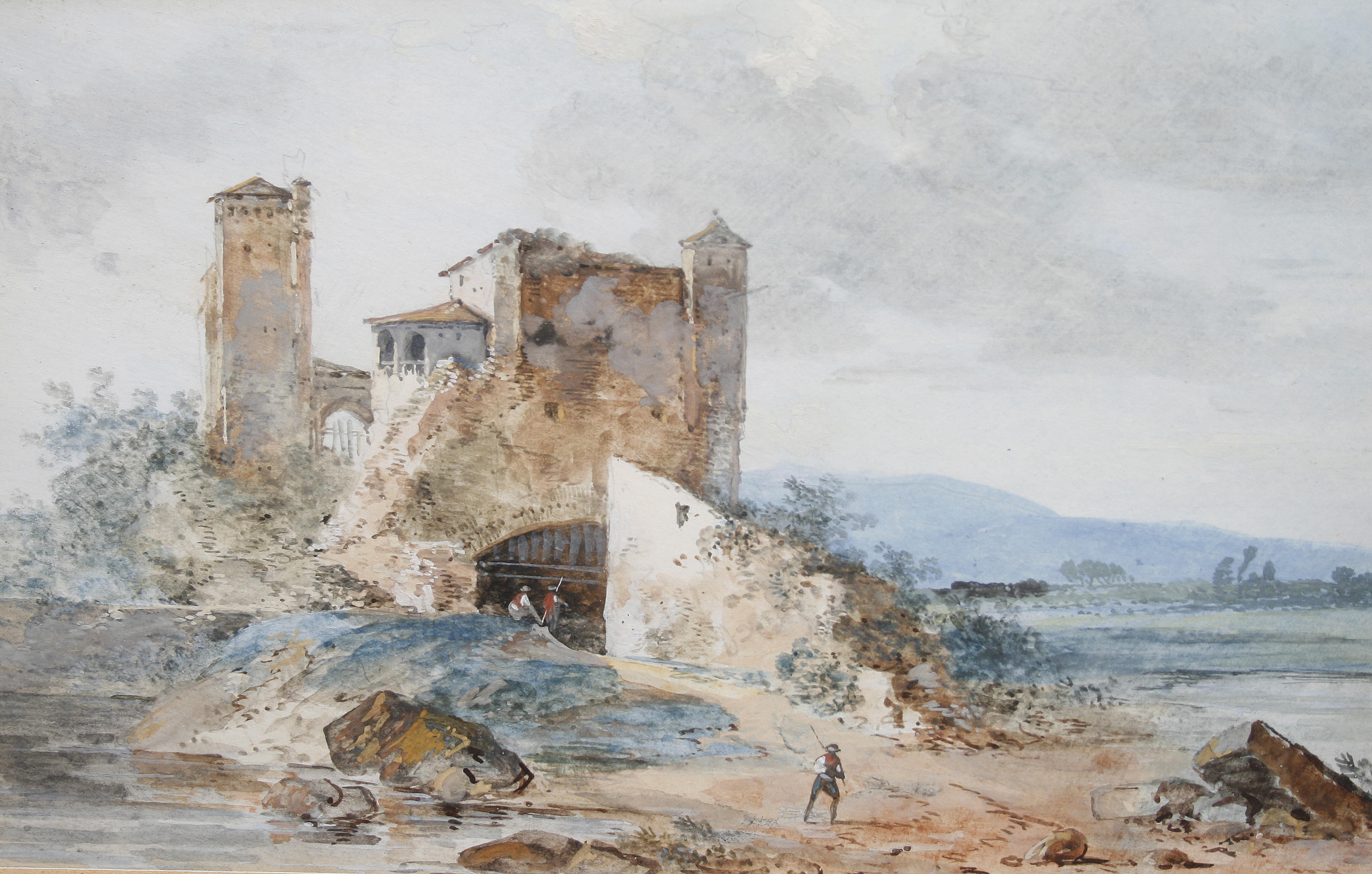
Речной пейзаж с фигурами среди руин. Акварель, гуашь